# 高崎経済大学の人物一覧
高崎経済大学の人物一覧（たかさきけいざいだいがくのじんぶついちらん）は、公立大学法人・高崎経済大学に関係する人物の一覧記事。

## 大学関係者

### 理事長と学長
- 高木賢 - 理事長(初代、2011年- 2021年)、(財)大日本蚕糸会会頭、元食糧庁長官、弁護士
- 水口剛 - 学長(2021年-)、教授(責任投資/ESG投資、非財務情報開示)
- 絲山秋子 - 非常勤理事(2015年-)、本学講師及び初めての女性理事、芥川龍之介賞(2006年)

## 著名な教職員

### 経済学部
- 伊藤宣広 - 経済学科教授。経済学史
- 矢野修一 - 経済学科教授。世界経済論、開発経済論
- 夏苅佐宜 - 経済学科准教授。第二言語習得論
- 水口剛 - 経営学科教授。会計学

#### 地域政策学部
- 増田正 - 地域政策学科教授。政治学
- 佐藤徹 - 地域政策学科教授。行政学
- 西沢淳男 - 地域づくり学科教授。日本近世史

## 元教職員

### 経済学部
- 石井伸男 - 名誉教授(近代社会哲学、現代社会哲学、社会科学基礎論)
- 石井學 - 名誉教授(銀行論)、元学長(第16-18、20-23代)、瑞宝重光章(2009年)
- 石川弘道 -名誉教授(経営情報システム論)、元学長(第26-27期、2011年-2017年)
- 大島堅一 - 元助教授(環境経済学)
- 大島登志彦 - 名誉教授(交通地理学、交通史、産業考古学)、同大学名誉研究員
- 上岡国夫 - 名誉教授(心理学・教育心理学)、初代高経大附属高等学校長
- 國分功一郎 - 元准教授(哲学)
- 佐々木茂 - 元教授(流通システム論)、日本地域政策学会,副会長
- 武井昭 - 名誉教授(社会経済学、社会保障)
- 徳田進 - 名誉教授、元学長(第3代、第4代)

### 地域政策学部
- 清水武明 - 名誉教授(環境システム論)
- 阿部孝夫 - 元教授(地域行政論・地方分権論)
- 寺前秀一 - 元教授(観光学)
- 村山元展 - 教授(農政問題・農業経済学)、元学長(第28期、2017年-2021年)
- 森周子 -  教授(ドイツ社会政策)

## OB/OG

### 政治

#### 国会議員
- 佐藤静雄 - 元国土交通副大臣 (小泉内閣2002年)、衆議院議員4期、北海道議3期

#### 地方首長
- 迫俊哉 - 北海道小樽市長（2018年 - ）
- 南千晴 - 群馬県榛東村長（2023年 - ）
- 佐藤信 - 栃木県鹿沼市長（2008年 - 2024年）、栃木県議会議員（5期）
- 沢田和延 - 愛知県江南市長（2015年 - ）、江南市議会議長、江南市議会議員（4期）
- 山内日出夫 - 福島県会津若松市長（1991年 - 1999年）、会津若松市議会議員（2期）
- 飯田晴義 - 北海道幕別町長（2015年 - ）、幕別町教育長、幕別町経済部長
- 山田修 - 茨城県東海村長（2013年 - ）、東海村副村長
- 茂木英子 - 群馬県安中市長（2014年 - 2022年）、群馬県議会議員（2期）、安中市議会議員（4期）
- 前田善成 - 群馬県みなかみ町長（2017年 - 2018年）

### 経済

#### メディア/広告/出版
- 木村武彦 - ビデオリサーチ特別顧問、元同社代表取締役社長、元電通専務取締役
- 黒木重昭 - 週刊読書人代表取締役社長
- 佐々木邦佳- 元テレビ北海道代表取締役会長、日本経済新聞社顧問
- 渡辺卓 - 北海道放送(HBC)相談役、元代表取締役会長、元北海道経済同友会代表幹事

#### 製造/卸売/販売
- 大島孝之 - ベルク (企業)相談役、元代表取締役社長
- 木村祭氏 - ヨンドシーホールディングス相談役、元代表取締役会長・CEO
- 日比賢一郎 - Sony Brasil(ソニーのブラジル法人)社長

#### 運輸/通信
- 長尾裕 - ヤマトホールディングス代表取締役社長、ヤマト運輸株式会社取締役

#### 金融/保険
- 安栄香純 - 三菱HCキャピタル副社長、元日立キャピタル執行役専務
- 木島光彦 - ジャックス相談役・元社長、(社)全国信販協会会長
- 杉本康雄 - みちのく銀行相談役、元頭取
- 高橋征利 - 岐阜信用金庫会長、信金中央金庫理事(非常勤)、岐阜放送取締役
- 冨岡行介 - 北都銀行会長、元フィデアホールディングス執行役副社長
- 湯浅徹 - 福邦銀行頭取、元福井銀行取締役兼代表執行役専務
- 渡邊一正 - 群馬銀行相談役、元同行代表取締役会長

#### その他
- 大谷武彦 - NPO法人従心会代表、元クレオ代表取締役社長
- 猿谷哲 - ランスタッド代表取締役社長兼COO
- 平野憲一 - 日経CNBCコメンテーター、元立花証券執行役員、元同社顧問
- 本田哲也 - PRストラテジスト、株式会社本田事務所代表取締役
- 茂木三枝 - (有)コンサルティングオフィス・ウィル(前橋市)開設/代表、女性初(群馬県)の診断士

### 行政
- 川島俊通 - 元財務省関東財務局金融安定監理官、元商工組合中央金庫執行役員

### 学術

#### 大学教員
- 浅羽良昌 - 大阪府立大学名誉教授(アメリカ経済史・経済論)
- 江川雅司 - 元明治学院大学教授(財政学・地方財政論)、元日本地方財政学会理事長
- 遠藤司 - 元皇學館大学准教授(経営思想、イノベーション・マネジメント)
- 大宮登 - 高崎経済大学名誉教授(能力開発論)、元副学長
- 加藤敬弘 - 高崎経済大学名誉教授(環境経済学)、瑞宝中綬章(2018秋)
- 今野昌信 - 元高崎経済大学教授(国際金融論)
- 関谷登 - 東北学院大学名誉教授(公共経済論)、元副学長
- 高橋美穂子 - 法政大学教授(会計学)
- 武井昭 - 高崎経済大学名誉教授(社会経済学)
- 竹下公視 - 関西大学教授(社会経済学)
- 立花敏 - 筑波大学准教授(森林科学)
- 田端克至 - 愛知大学教授(オープンマクロ経済学、国際金融、金融)
- 丹野忠晋 - 拓殖大学教授(産業組織論)
- 釣雅雄 - 武蔵大学教授(経済政策、日本経済、マクロ経済学)
- 長坂純 - 明治大学教授(民法)
- 中條祐介 - 横浜市立大学教授(会計学)、同副学長・理事
- 長谷川秀男 - 高崎経済大学名誉教授(産業政策、地域研究、中小企業研究)、瑞宝中綬章(2019春)
- 濱田英嗣 - 摂南大学農学部教授(水産経済論)
- 林公則 - 明治学院大学准教授(環境経済学、環境政策論、社会的金融、軍事環境問題)
- 久宗周二 - 神奈川大学教授(人間工学、環境マネジメント、労働安全衛生)
- 北條勇作 - 高崎経済大学名誉教授(経済地理学)
- 前田昇 - 元青山学院大学大学院教授(新規事業、グローバルマーケティング)
- 宮塚利雄 - 元山梨学院大学教授(朝鮮近・現代経済史、パチンコ産業論)
- 茂木創 - 拓殖大学教授(国際経済学・アジア経済・中東経済)、日本マクロエンジニアリング学会会長
- 森雅俊 - 元千葉工業大学教授(リスクマネジメント)、一般社団法人日本生産管理学会理事
- 山浦瑛子 - 元国士舘大学教授(会計学)
- 山川俊和 - 桃山学院大学教授(環境経済学、国際政治経済学)
- 山崎益吉 - 高崎経済大学特任教授(日本経済思想史)、元学長(第19代)、瑞宝中綬章(2018春)
- 山中伸彦 - 立教大学教授(経営組織論)
- 山本壽夫 - 日本大学教授(経営学、観光学、社会システム工学)

#### 研究員(官)
- 澤田守 - 農業・食品産業技術総合研究機構中央農業総合研究センター
- 南聡一郎 - 国土交通省・国土交通政策研究所

#### 特別支援教育
- 荒井裕司 - 東京国際学園設立/学園長、日本青少年育成協会常任理事

#### 英会話教育
- 本城武則 - 本城式英会話スクール校長、元武蔵野学院大学准教授、社団法人 英語サポート協会 理事長

### 文学
- 新井克昌 - 小説家
- 下山田禮子 - 俳人
- なかそねまりこ - 絵本作家
- 長谷一樹 - 官能小説家、高経大中退
- 文屋順 - 詩人 俳人
- 横川秀夫 - 詩人
- 山本夜羽音 - 漫画家(成人向け)、旧ペンネーム・玄田生/山本夜羽、高経大中退

### 芸術
- 小野寺唯美 -　アイロンビーズ・アーティスト
- 原田凍谷 -　書道家

### 音楽
- 夕霧 - DaizyStripperのボーカルと作詞
- 松本賢一 (ミュージシャン) - 元ロードオブメジャー(ROAD OF MAJOR)のベーシスト＆リーダー
- だいじゅ - シンガーソングライター
- 藤秀樹 - 作曲家

### 芸能
- 桂かい枝 - 落語家、桂文枝一門、英語落語の第一人者
- 笑福亭瓶吾 - 落語家
- 南部虎弾(旧・南部虎太/寅太)　- 電撃ネットワークのリーダー、元ダチョウ倶楽部リーダー、中退

### スポーツ
- 大友潤 - 社会人野球選手
- 富岡潤一 - 高校野球部監督（選手、指導者として甲子園出場）
- 小坂光 - 自転車競技選手
- 川内鴻輝 - 陸上競技選手、埼玉県久喜市議会議員
- 谷口弘典 - 米独立リーグ野球選手、高崎経済大学監督

### メディア

#### パーソナリティ
- 高橋理恵 - 元群馬テレビアナウンサー
- 宇野章午 - 北海道文化放送アナウンサー
- 高氏敦 - NHKディレクター・元アナウンサー
- 根岸麻衣子 - 元群馬テレビアナウンサー→ フリーアナ
- 清原憲一 - 元熊本放送アナウンサー、RKK学苑長
- 東出甫 - 元日本教育テレビ・テレビ朝日アナウンサー
- 野口晃一郎 - 元岐阜放送アナウンサー
- 守屋玲子 - 元エフエム群馬アナウンサー→ フリーアナ
- 丸朋子 - 元瀬戸内海放送アナウンサー
- 横田久 - 元北海道放送アナウンサー

## 大学ゆかりの著名人(OB/OG以外)
- 松浦幸雄 - 高崎経済大学後援会理事(1971年-1977年)/理事長(1978年-1987年)
- 小川紳介 - ドキュメンタリー映画監督、『圧殺の森　高崎経済大学闘争の記録　The Oppressed Students』
- 明本京静- 本学歌(学ぶ我等)の作詞作曲者